# Jasenky
Jasenky (ukr. Ясенки, pol. hist. Jasienki) – wieś na Ukrainie, w obwodzie winnickim, w rejonie lipowieckim.

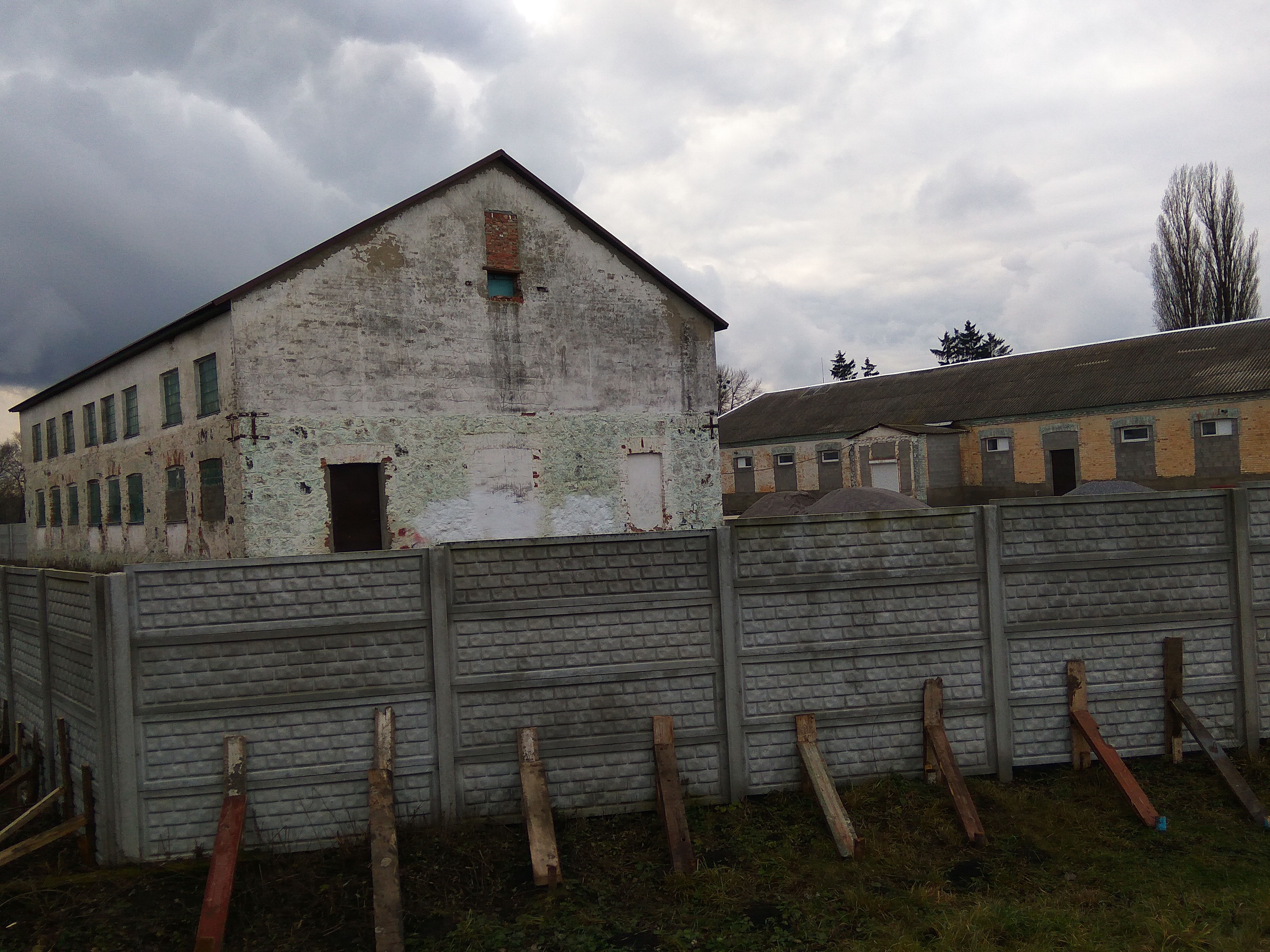
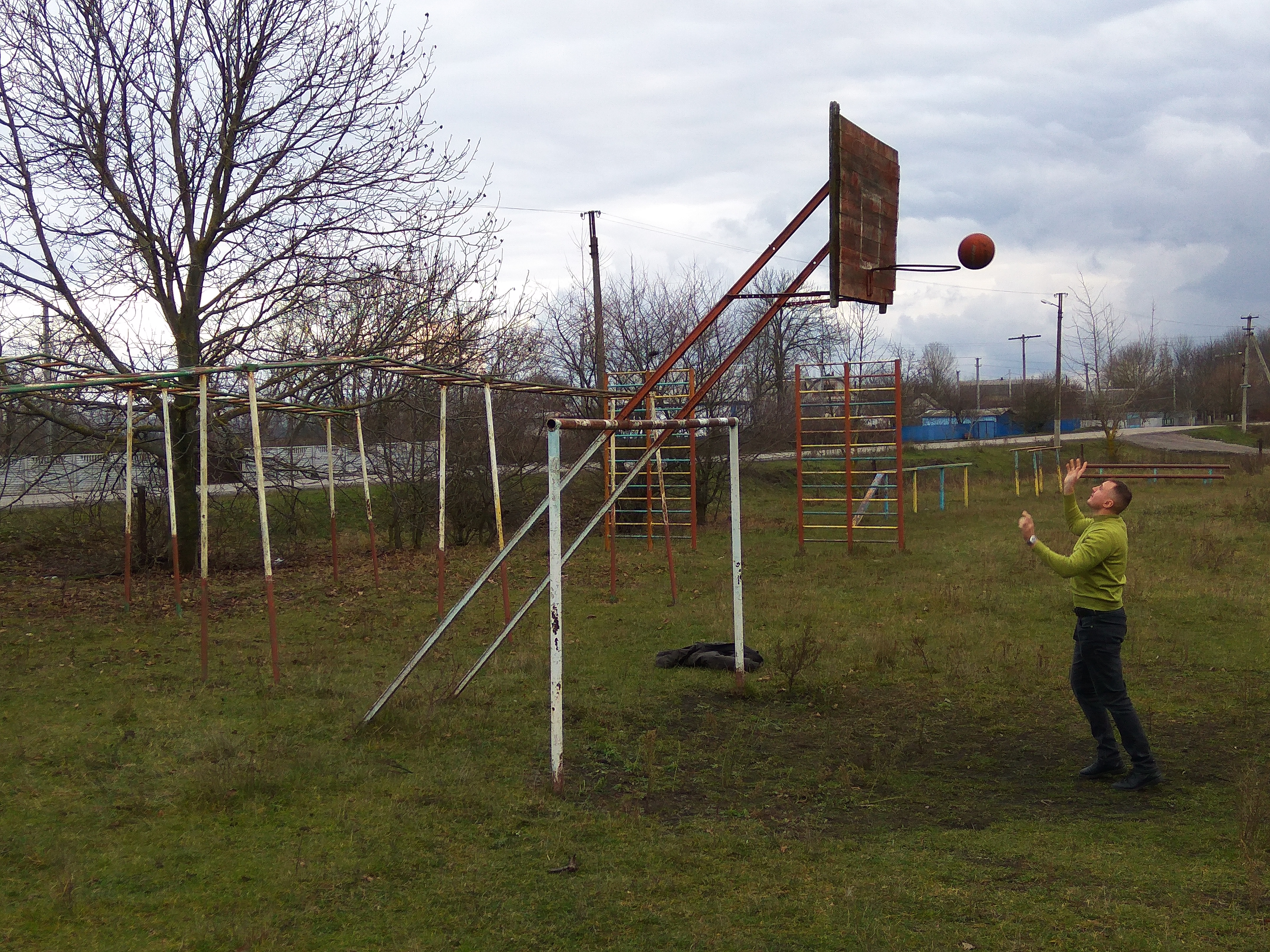
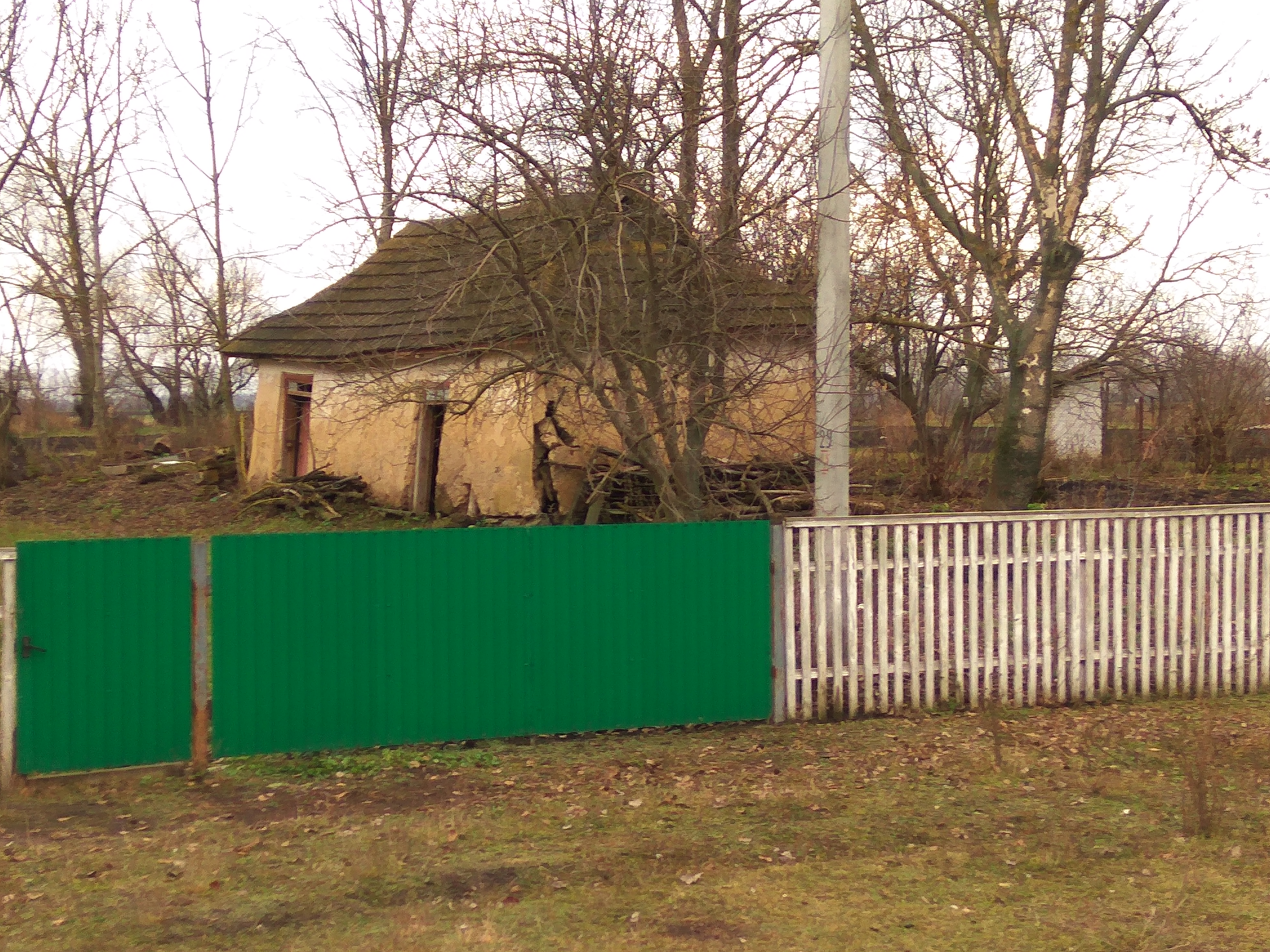
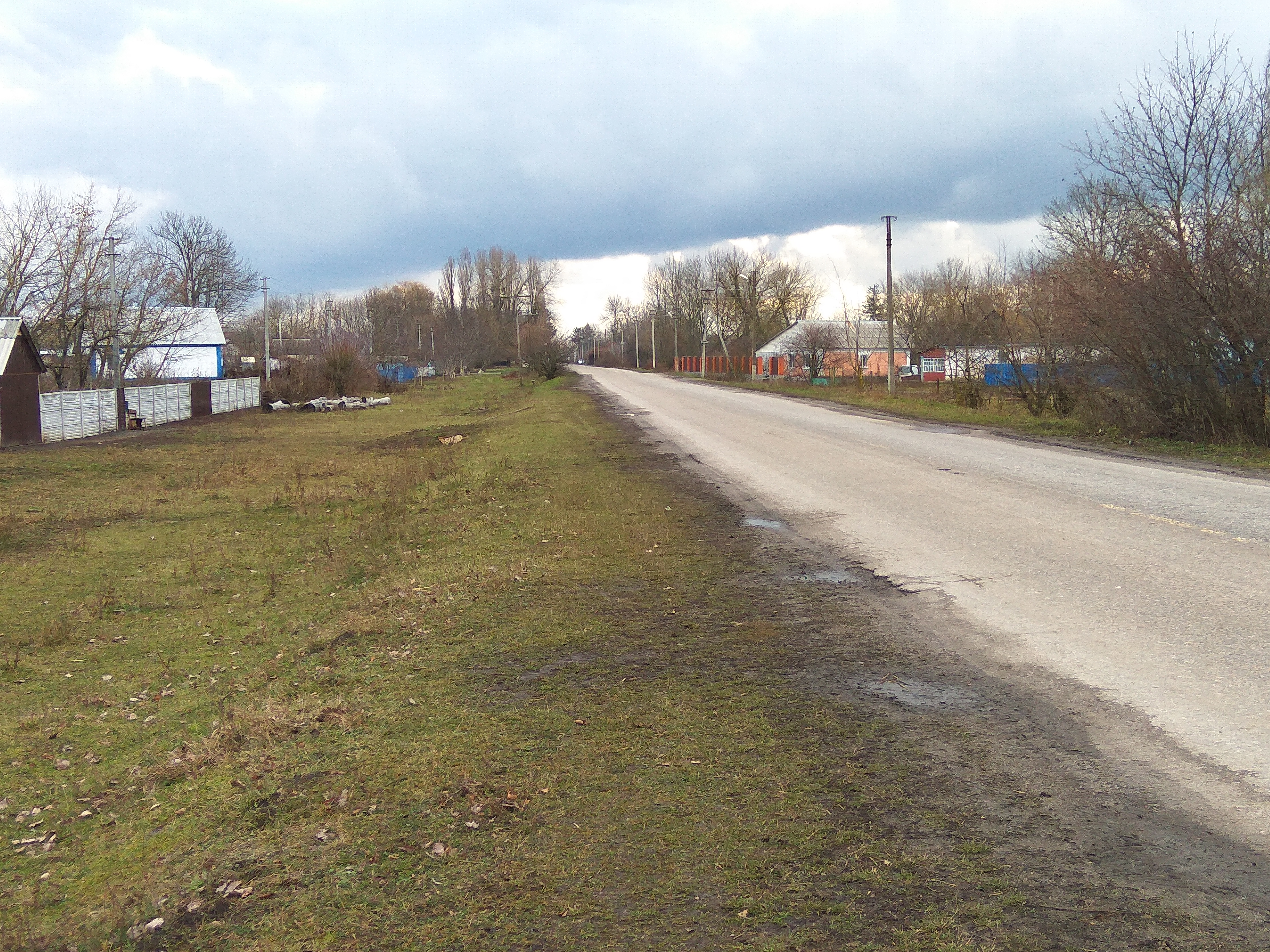
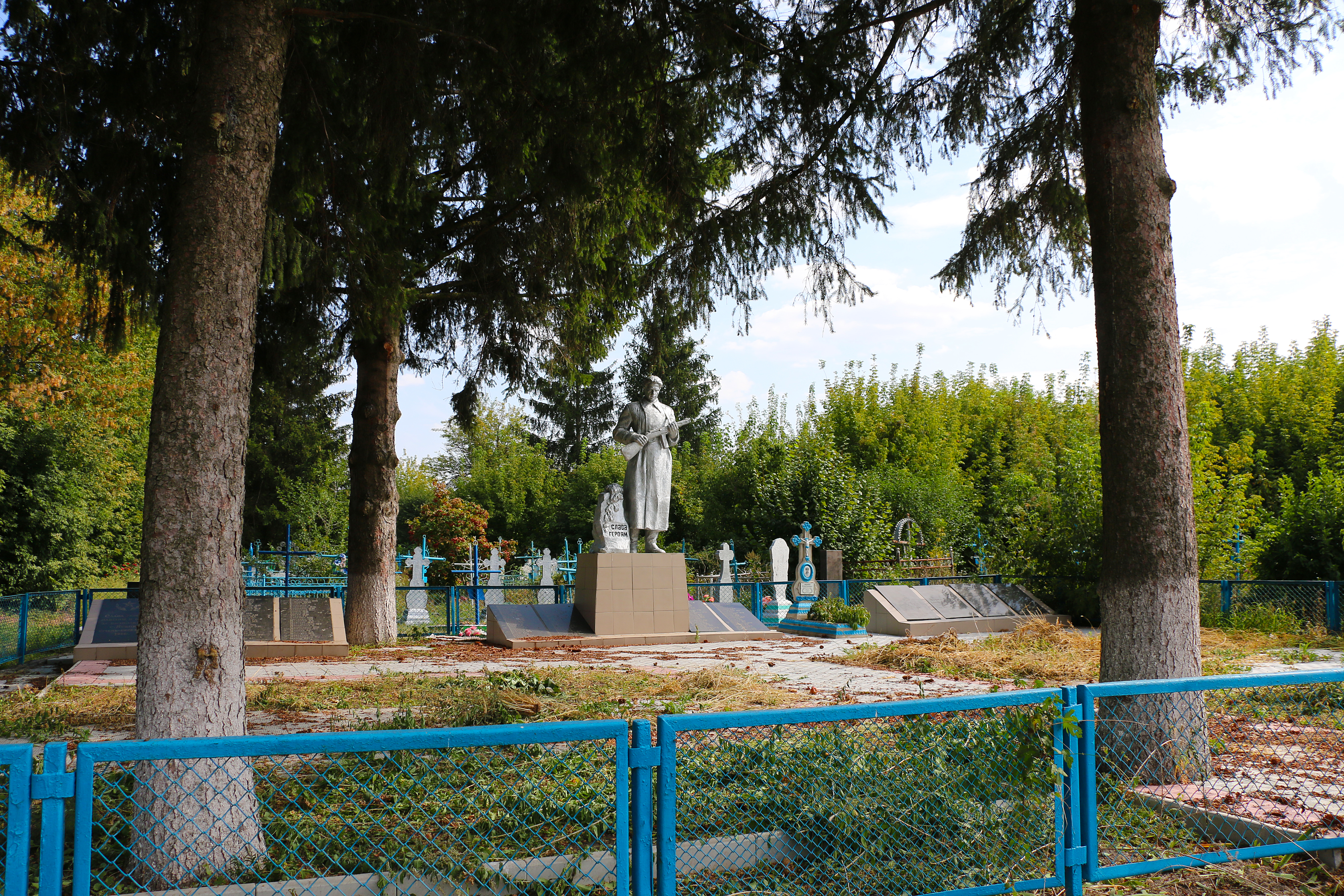
Mogiła na cmentarzu 212 żołnierzy Armii Radzieckiej poległych podczas wyzwolenia wsi